# Simultanschack

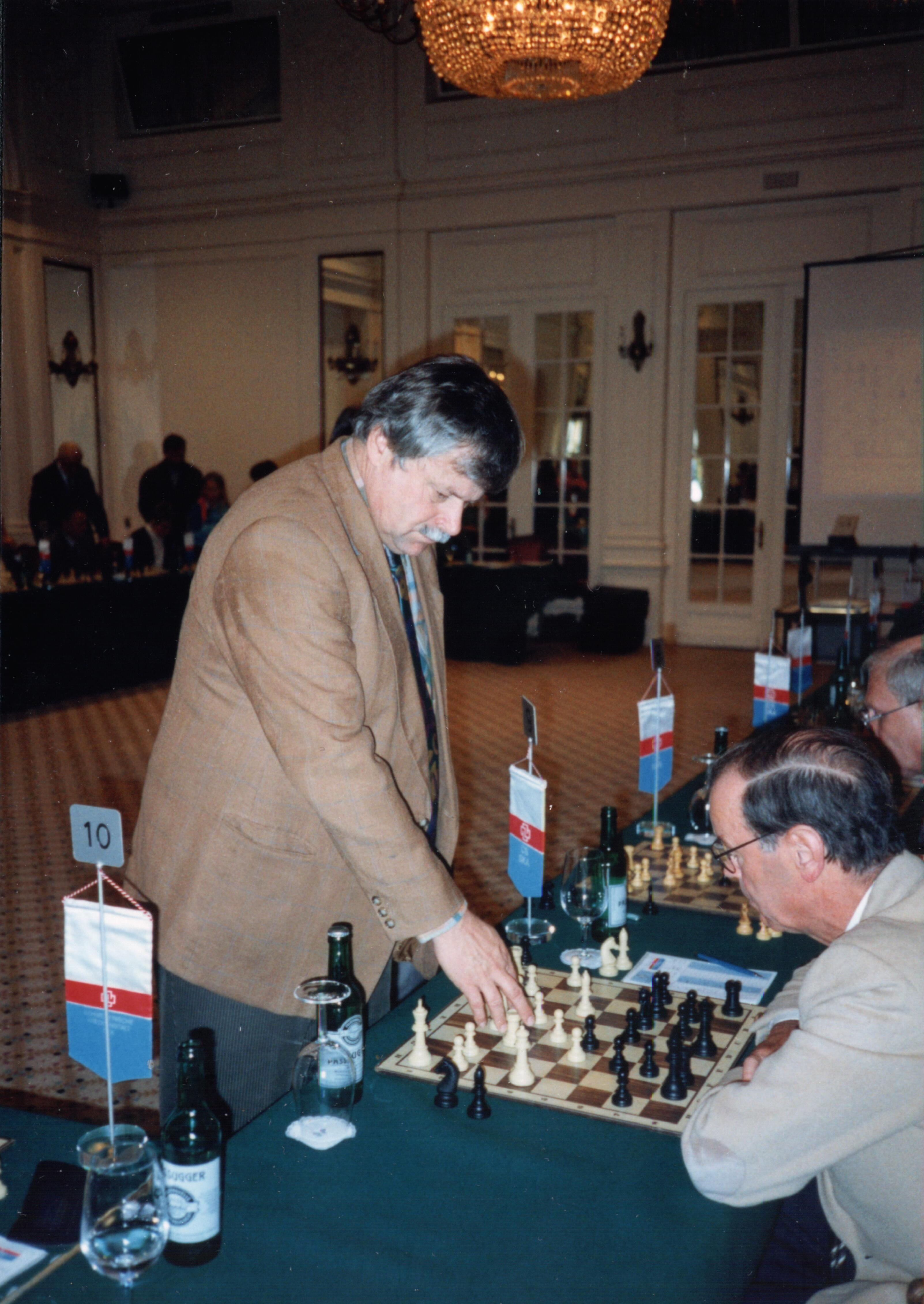
Vlastimil Hort spelar simultanschack

Simultanschack är när en schackspelare möter ett flertal motståndare samtidigt.
Ofta förekommer detta som uppvisningar, där till exempel en stormästare inför publik samtidigt möter ett stort antal motspelare. Stormästaren spelar vitt och gör första draget på alla borden. Motståndaren har tid att tänka igenom sitt drag under hela tiden medan stormästaren är frånvarande. När denna kommer tillbaka till bordet måste spelaren där omedelbart göra sitt nästa drag. Stormästaren gör därefter sitt drag och går vidare till nästa bord och så vidare. Det dröjer inte länge innan några motståndare har förlorat och i takt med det minskar antalet pågående partier.
Det är inte ovanligt att stormästaren vinner till exempel alla 40 partierna, men ibland får hen problem vid några av borden, vilket kan leda till enstaka remier eller förluster. 1925 vann den blivande trefaldiga världsmästaren Michail Botvinnik 14 år gammal ett simultanparti mot José Raúl Capablanca, mitt under dennes storhetsperiod.